# Jacob Davich
Jacob Davich est un acteur américain né le 28 août 1990 à Los Angeles.

## Filmographie

### Cinéma
- 2004 : Aviator : Howard Hughes (à 9 ans)
- 2005 : Les Aventures de Shark Boy et Lava Girl : Linus / Minus
- 2007 : Mr. Woodcock : Nedderman's Brother
- 2010 : Dépucelage mode d'emploi : Jacob

### Télévision

#### Séries télévisées
- 2002 : Disparition : Boy Running in Street
- 2009 : FBI : Portés disparus  : Teenager
- 2009 : The Unit : Commando d'élite : Josh Turner
- 2012 : Shameless : Patty
- 2012 : Whitney : Young Guy #2